# Dorival Júnior
Dorival Silvestre Júnior (Araraquara, 25 aprile 1962) è un allenatore di calcio ed ex calciatore brasiliano, di ruolo centrocampista, tecnico del Corinthians.

## Carriera

### Giocatore

#### Club
Durante la sua carriera ha giocato per diverse squadre tra cui Palmeiras, Grêmio e Botafogo.
Approda al calcio professionistico nel 1982 con la Ferroviaria, squadra nella quale gioca 19 partite. Nel 1984 passa al Guarani, ma a Campinas colleziona solo 3 gettoni. Dopo una breve esperienza nell'Avaí (1985-86), viene acquistato dal Joinville Esporte Clube. Dopo aver concluso la stagione vincendo il Campionato Catarinense e totalizzando 25 presenze, nel 1988 si ritrova a giocare per São José e Coritiba. Nel 1989 il Palmeiras acquista Dorival Júnior: con i biancoverdi gioca fino al 1992 prima di passare al Grêmio, dove vince il Campionato Gaúcho. In seguito gioca con Juventude (1994-95), São José (1997), Araçatuba (1997), Matonense (1997-98), per poi concludere la carriera nel Botafogo nella stagione 1998-99. Alla fine della carriera conta circa 170 presenze nei campionati brasiliani.

### Allenatore
Nella stagione 2003-04 comincia la carriera di allenatore nelle file della Figueirense: vince subito il campionato Catarinense. Nel 2004 viene chiamato ad allenare il Fortaleza con i quali vince il Campionato Cearense. Dopo due brevi esperienze con Criciúma e Juventude, approda allo Sport, dove lascia un segno del suo passaggio vincendo il Campionato Pernambucano. Dopo aver allenato Avaí e São Caetano, dove trascina la formazione al secondo posto nel campionato Paulista, viene ingaggiato dal Cruzeiro nel 2007. Dopo una sola stagione viene chiamato al Coritiba, squadra con la quale conquista il Campionato Paranaense.
Nel 2009 passa al Vasco da Gama e nel 2010 al Santos in seguito alla decisione da parte del Vasco da Gama di non rinnovare il contratto. Al Santos vince la Coppa del Brasile e il Campionato Paulista nel 2010; tiene in panchina per due giornate consecutive il brasiliano Neymar per i suoi comportamenti controversi durante una partita precedente, e perciò viene esonerato dalla dirigenza bianconera. In seguito allena l'Atlético Mineiro e nel 2011 viene incaricato di allenare l'Internacional. Con il club di Porto Alegre vince la Recopa Sudamericana e il campionato Gaucho. Nelle successive esperienze ha modo di vincere la Coppa Libertadores nel 2022 con il Flamengo e per due volte la Coppa del Brasile con Flamengo e San Paolo.
Il 7 gennaio 2024, Dorival Júnior viene ufficialmente ingaggiato come nuovo commissario tecnico della nazionale brasiliana, sostituendo l'esonerato Fernando Diniz.
Pochi mesi dopo guida la selezione brasiliana nella Copa América, uscendo ai quarti contro l'Uruguay dopo i calci di rigore.
Il 28 marzo 2025 viene esonerato dalla federazione calcistica brasiliana pochi giorni dopo la sconfitta subita contro l'Argentina per 4-1  durante la fase di qualificazione per i mondiali del 2026.

## Statistiche

### Statistiche da allenatore

#### Club
Statistiche aggiornate al 20 agosto 2025; in grassetto le competizioni vinte.
| Stagione                | Squadra                 | Campionato              | Campionato | Campionato | Campionato | Campionato | Coppe nazionali | Coppe nazionali | Coppe nazionali | Coppe nazionali | Coppe nazionali | Coppe continentali | Coppe continentali | Coppe continentali | Coppe continentali | Coppe continentali | Altre coppe | Altre coppe | Altre coppe | Altre coppe | Altre coppe | Totale | Totale | Totale | Totale | % Vittorie | Piazzamento      |
| Stagione                | Squadra                 | Comp                    | G          | V          | N          | P          | Comp            | G               | V               | N               | P               | Comp               | G                  | V                  | N                  | P                  | Comp        | G           | V           | N           | P           | G      | V      | N      | P      | %          | Piazzamento      |
| ----------------------- | ----------------------- | ----------------------- | ---------- | ---------- | ---------- | ---------- | --------------- | --------------- | --------------- | --------------- | --------------- | ------------------ | ------------------ | ------------------ | ------------------ | ------------------ | ----------- | ----------- | ----------- | ----------- | ----------- | ------ | ------ | ------ | ------ | ---------- | ---------------- |
| apr.-mag. 2002          | Ferroviária             | A3/SP                   | 8          | 2          | 2          | 4          | -               | -               | -               | -               | -               | -                  | -                  | -                  | -                  | -                  | -           | -           | -           | -           | -           | 8      | 2      | 2      | 4      | 25,00      | Sub. 13°         |
| set.-dic. 2003          | Figueirense             | A                       | 15         | 6          | 5          | 4          | -               | -               | -               | -               | -               | -                  | -                  | -                  | -                  | -                  | -           | -           | -           | -           | -           | 15     | 6      | 5      | 4      | 40,00      | Sub. 11°         |
| 2004                    | Figueirense             | Cat+A                   | 16+46      | 8+17       | 3+12       | 5+17       | CB              | 2               | 0               | 1               | 1               | CS                 | 2                  | 0                  | 2                  | 0                  | -           | -           | -           | -           | -           | 66     | 25     | 18     | 23     | 37,88      | 11°              |
| Totale Figueirense      | Totale Figueirense      | Totale Figueirense      | 77         | 31         | 20         | 26         |                 | 2               | 0               | 1               | 1               |                    | 2                  | 0                  | 2                  | 0                  |             | -           | -           | -           | -           | 81     | 31     | 23     | 27     | 38,27      |                  |
| gen.-mar. 2005          | Fortaleza               | Cea                     | 22         | 12         | 7          | 3          | CB              | 3               | 1               | 1               | 1               | -                  | -                  | -                  | -                  | -                  | -           | -           | -           | -           | -           | 25     | 13     | 8      | 4      | 52,00      | Eson.            |
| mag.-lug. 2005          | Criciúma                | B                       | 7          | 3          | 1          | 3          | -               | -               | -               | -               | -               | -                  | -                  | -                  | -                  | -                  | -           | -           | -           | -           | -           | 7      | 3      | 1      | 3      | 42,86      | Ad interim       |
| lug. 2005               | Juventude               | A                       | 4          | 2          | 0          | 2          | -               | -               | -               | -               | -               | -                  | -                  | -                  | -                  | -                  | -           | -           | -           | -           | -           | 4      | 2      | 0      | 2      | 50,00      | Ad interim       |
| gen.-set. 2006          | Sport Recife            | Per+B                   | 20+17      | 12+7       | 5+5        | 3+5        | -               | -               | -               | -               | -               | -                  | -                  | -                  | -                  | -                  | -           | -           | -           | -           | -           | 37     | 19     | 10     | 8      | 51,35      | Eson.            |
| set.-ott. 2006          | Avaí                    | B                       | 9          | 3          | 1          | 5          | -               | -               | -               | -               | -               | -                  | -                  | -                  | -                  | -                  | -           | -           | -           | -           | -           | 9      | 3      | 1      | 5      | 33,33      | Sub. Risoluz.    |
| ott.-dic. 2006          | São Caetano             | A                       | 9          | 3          | 1          | 5          | -               | -               | -               | -               | -               | -                  | -                  | -                  | -                  | -                  | -           | -           | -           | -           | -           | 9      | 3      | 1      | 5      | 33,33      | Sub. 19° (retr.) |
| gen.-mag. 2007          | São Caetano             | A1/SP                   | 23         | 13         | 4          | 6          | -               | -               | -               | -               | -               | -                  | -                  | -                  | -                  | -                  | -           | -           | -           | -           | -           | 23     | 13     | 4      | 6      | 56,52      | 2°               |
| Totale Sao Caetano      | Totale Sao Caetano      | Totale Sao Caetano      | 32         | 16         | 5          | 11         |                 | -               | -               | -               | -               |                    | -                  | -                  | -                  | -                  |             | -           | -           | -           | -           | 32     | 16     | 5      | 11     | 50,00      |                  |
| mag.-dic. 2007          | Cruzeiro                | A                       | 38         | 18         | 6          | 14         | -               | -               | -               | -               | -               | CS                 | 2                  | 1                  | 0                  | 1                  | -           | -           | -           | -           | -           | 40     | 19     | 6      | 15     | 47,50      | 5°               |
| 2008                    | Coritiba                | Par+A                   | 25+38      | 17+14      | 2+11       | 6+13       | CB              | 4               | 1               | 2               | 1               | -                  | -                  | -                  | -                  | -                  | -           | -           | -           | -           | -           | 67     | 32     | 15     | 20     | 47,76      | 9°               |
| 2009                    | Vasco da Gama           | RJ+B                    | 16+38      | 12+22      | 2+10       | 2+6        | CB              | 8               | 4               | 4               | 0               | -                  | -                  | -                  | -                  | -                  | -           | -           | -           | -           | -           | 62     | 38     | 16     | 8      | 61,29      | 1° (prom.)       |
| gen.-set. 2010          | Santos                  | A1/SP+A                 | 23+22      | 18+10      | 2+5        | 3+7        | CB              | 11              | 7               | 0               | 4               | CS                 | 2                  | 1                  | 0                  | 1                  | -           | -           | -           | -           | -           | 58     | 36     | 7      | 15     | 62,07      | Eson.            |
| set.-dic. 2010          | Atlético Mineiro        | A                       | 14         | 7          | 3          | 4          | -               | -               | -               | -               | -               | CS                 | 4                  | 1                  | 1                  | 2                  | -           | -           | -           | -           | -           | 18     | 8      | 4      | 6      | 44,44      | Sub. 13°         |
| gen.-ago. 2011          | Atlético Mineiro        | MG+A                    | 15+15      | 11+4       | 2+3        | 2+8        | CB              | 4               | 2               | 1               | 1               | -                  | -                  | -                  | -                  | -                  | -           | -           | -           | -           | -           | 34     | 17     | 6      | 11     | 50,00      | Eson.            |
| Totale Atletico Mineiro | Totale Atletico Mineiro | Totale Atletico Mineiro | 44         | 22         | 8          | 14         |                 | 4               | 2               | 1               | 1               |                    | 4                  | 1                  | 1                  | 2                  |             | -           | -           | -           | -           | 52     | 25     | 10     | 17     | 48,08      |                  |
| ago.-dic. 2011          | Internacional           | A                       | 22         | 10         | 7          | 5          | -               | -               | -               | -               | -               | -                  | -                  | -                  | -                  | -                  | RS          | 1           | 1           | 0           | 0           | 23     | 11     | 7      | 5      | 47,83      | Sub. 5°          |
| gen.-lug. 2012          | Internacional           | G+A                     | 21+10      | 15+4       | 3+4        | 3+2        | -               | -               | -               | -               | -               | CL                 | 10                 | 3                  | 4                  | 3                  | -           | -           | -           | -           | -           | 41     | 22     | 11     | 8      | 53,66      | Eson.            |
| Totale Internacional    | Totale Internacional    | Totale Internacional    | 53         | 29         | 14         | 10         |                 | -               | -               | -               | -               |                    | 10                 | 3                  | 4                  | 3                  |             | 1           | 1           | 0           | 0           | 64     | 33     | 18     | 13     | 51,56      |                  |
| lug.-dic. 2012          | Flamengo                | A                       | 27         | 8          | 11         | 8          | -               | -               | -               | -               | -               | -                  | -                  | -                  | -                  | -                  | -           | -           | -           | -           | -           | 27     | 8      | 11     | 8      | 29,63      | Sub. 11°         |
| gen.-mar. 2013          | Flamengo                | RJ                      | 10         | 7          | 1          | 2          | -               | -               | -               | -               | -               | -                  | -                  | -                  | -                  | -                  | -           | -           | -           | -           | -           | 10     | 7      | 1      | 2      | 70,00      | Dimis.           |
| lug.-ott. 2013          | Vasco da Gama           | A                       | 25         | 6          | 8          | 11         | CB              | 4               | 3               | 0               | 1               | -                  | -                  | -                  | -                  | -                  | -           | -           | -           | -           | -           | 29     | 9      | 8      | 12     | 31,03      | Sub. eson.       |
| Totale Vasco da Gama    | Totale Vasco da Gama    | Totale Vasco da Gama    | 79         | 40         | 20         | 19         |                 | 12              | 7               | 4               | 1               |                    | -                  | -                  | -                  | -                  |             | -           | -           | -           | -           | 91     | 47     | 24     | 20     | 51,65      |                  |
| nov.-dic. 2013          | Fluminense              | A                       | 5          | 3          | 1          | 1          | -               | -               | -               | -               | -               | -                  | -                  | -                  | -                  | -                  | -           | -           | -           | -           | -           | 5      | 3      | 1      | 1      | 60,00      | Sub. 15°         |
| set.-dic. 2014          | Palmeiras               | A                       | 20         | 6          | 5          | 9          | -               | -               | -               | -               | -               | -                  | -                  | -                  | -                  | -                  | -           | -           | -           | -           | -           | 20     | 6      | 5      | 9      | 30,00      | Sub. 16°         |
| lug.-dic. 2015          | Santos                  | A                       | 26         | 14         | 6          | 6          | CB              | 9               | 8               | 0               | 1               | -                  | -                  | -                  | -                  | -                  | -           | -           | -           | -           | -           | 35     | 22     | 6      | 6      | 62,86      | Sub. 7°          |
| 2016                    | Santos                  | A1/SP+A                 | 19+38      | 11+22      | 7+5        | 1+11       | CB              | 9               | 5               | 3               | 1               | -                  | -                  | -                  | -                  | -                  | -           | -           | -           | -           | -           | 66     | 38     | 15     | 13     | 57,58      | 2°               |
| gen.-giu. 2017          | Santos                  | A1/SP+A                 | 14+4       | 8+1        | 1+0        | 5+3        | CB              | 2               | 2               | 0               | 0               | CL                 | 6                  | 3                  | 3                  | 0                  | -           | -           | -           | -           | -           | 26     | 14     | 4      | 8      | 53,85      | Eson.            |
| Totale Santos           | Totale Santos           | Totale Santos           | 146        | 84         | 26         | 36         |                 | 31              | 22              | 3               | 6               |                    | 8                  | 4                  | 3                  | 1                  |             | -           | -           | -           | -           | 185    | 110    | 32     | 43     | 59,46      |                  |
| lug.-dic. 2017          | San Paolo               | A                       | 26         | 10         | 9          | 7          | -               | -               | -               | -               | -               | -                  | -                  | -                  | -                  | -                  | -           | -           | -           | -           | -           | 26     | 10     | 9      | 7      | 38,46      | Sub. 13°         |
| gen.-mar. 2018          | San Paolo               | A1/SP                   | 11         | 4          | 2          | 5          | CB              | 3               | 3               | 0               | 0               | -                  | -                  | -                  | -                  | -                  | -           | -           | -           | -           | -           | 14     | 7      | 2      | 5      | 50,00      | Eson.            |
| set.-dic. 2018          | Flamengo                | A                       | 12         | 7          | 3          | 2          | -               | -               | -               | -               | -               | -                  | -                  | -                  | -                  | -                  | -           | -           | -           | -           | -           | 12     | 7      | 3      | 2      | 58,33      | Sub. 2°          |
| gen.-ago. 2020          | Athl. Paranaense        | Par+A                   | 13+6       | 8+2        | 3+0        | 2+4        | -               | -               | -               | -               | -               | CL                 | 2                  | 1                  | 0                  | 1                  | SB          | 1           | 0           | 0           | 1           | 22     | 11     | 3      | 8      | 50,00      | Sub. eson.       |
| apr.-giu. 2022          | Ceará                   | A                       | 10         | 3          | 4          | 3          | CB              | 2               | 2               | 0               | 0               | CS                 | 6                  | 6                  | 0                  | 0                  | -           | -           | -           | -           | -           | 18     | 11     | 4      | 3      | 61,11      | Sub., Risoluz.   |
| giu.-nov. 2022          | Flamengo                | A                       | 28         | 15         | 5          | 8          | CB              | 8               | 4               | 3               | 1               | CL                 | 7                  | 7                  | 0                  | 0                  | -           | -           | -           | -           | -           | 43     | 26     | 8      | 9      | 60,47      | Sub. 5°          |
| Totale Flamengo         | Totale Flamengo         | Totale Flamengo         | 77         | 37         | 20         | 20         |                 | 8               | 4               | 3               | 1               |                    | 7                  | 7                  | 0                  | 0                  |             | -           | -           | -           | -           | 92     | 48     | 23     | 21     | 52,17      |                  |
| apr.-dic. 2023          | San Paolo               | A1/SP+A                 | 0+37       | 0+14       | 0+11       | 0+12       | CB              | 9               | 6               | 1               | 2               | CS                 | 8                  | 5                  | 1                  | 2                  | -           | -           | -           | -           | -           | 54     | 25     | 13     | 16     | 46,30      | Sub. 11°         |
| Totale San Paolo        | Totale San Paolo        | Totale San Paolo        | 74         | 28         | 22         | 24         |                 | 12              | 9               | 1               | 2               |                    | 8                  | 5                  | 1                  | 2                  |             | -           | -           | -           | -           | 94     | 42     | 24     | 28     | 44,68      |                  |
| apr.-dic. 2025          | Corinthians             | A                       | 14         | 3          | 6          | 5          | CB              | 4               | 4               | 0               | 0               | CS                 | 3                  | 1                  | 1                  | 1                  | -           | -           | -           | -           | -           | 21     | 8      | 7      | 6      | 38,10      | Sub. in corso    |
| Totale carriera         | Totale carriera         | Totale carriera         | 838        | 402        | 194        | 242        |                 | 82              | 52              | 16              | 14              |                    | 52                 | 29                 | 12                 | 11                 |             | 2           | 1           | 0           | 1           | 974    | 484    | 222    | 268    | 49,69      |                  |

#### Nazionale brasiliana
Statistiche aggiornate al 28 marzo 2025.
| Squadra | Naz                | dal            | al            | Record | Record | Record | Record | Record | Record | Record | Record     |
| Squadra | Naz                | dal            | al            | G      | V      | N      | P      | GF     | GS     | DR     | % Vittorie |
| ------- | ------------------ | -------------- | ------------- | ------ | ------ | ------ | ------ | ------ | ------ | ------ | ---------- |
| Brasile | Brasile (bandiera) | 7 gennaio 2024 | 28 marzo 2025 | 16     | 7      | 7      | 2      | 25     | 17     | +8     | 43,75      |

#### Nazionale brasiliana nel dettaglio
| 2024             | Brasile        | Qual. Mondiale 2026 | Sub., esonerato durante la fase | 8  | 4 | 2 | 2 | 50,00 | 12 | 9  | +3 |
| giu.-lug. 2024   | Brasile        | Copa América 2024   | Quarti di finale                | 4  | 1 | 3 | 0 | 25,00 | 5  | 2  | +3 |
| Dal 2024 al 2025 | Brasile        | Amichevoli          |                                 | 4  | 2 | 2 | 0 | 50,00 | 8  | 6  | +2 |
| Totale Brasile   | Totale Brasile | Totale Brasile      | Totale Brasile                  | 16 | 7 | 7 | 2 | 43,75 | 25 | 17 | +8 |

#### Panchine da commissario tecnico della nazionale brasiliana
| Cronologia completa delle presenze e delle reti in nazionale ― Brasile | Cronologia completa delle presenze e delle reti in nazionale ― Brasile | Cronologia completa delle presenze e delle reti in nazionale ― Brasile | Cronologia completa delle presenze e delle reti in nazionale ― Brasile | Cronologia completa delle presenze e delle reti in nazionale ― Brasile | Cronologia completa delle presenze e delle reti in nazionale ― Brasile | Cronologia completa delle presenze e delle reti in nazionale ― Brasile | Cronologia completa delle presenze e delle reti in nazionale ― Brasile |
| Data                                                                   | Città                                                                  | In casa                                                                | Risultato                                                              | Ospiti                                                                 | Competizione                                                           | Reti                                                                   | Note                                                                   |
| ---------------------------------------------------------------------- | ---------------------------------------------------------------------- | ---------------------------------------------------------------------- | ---------------------------------------------------------------------- | ---------------------------------------------------------------------- | ---------------------------------------------------------------------- | ---------------------------------------------------------------------- | ---------------------------------------------------------------------- |
| 23-3-2024                                                              | Londra                                                                 | Inghilterra                                                            | 0 – 1                                                                  | Brasile                                                                | Amichevole                                                             | Endrick                                                                | Cap: Danilo                                                            |
| 26-3-2024                                                              | Madrid                                                                 | Spagna                                                                 | 3 – 3                                                                  | Brasile                                                                | Amichevole                                                             | Rodrygo Goes Endrick Lucas Paquetá                                     | Cap: Vinícius Júnior                                                   |
| 8-6-2024                                                               | College Station                                                        | Messico                                                                | 2 – 3                                                                  | Brasile                                                                | Amichevole                                                             | Andreas Pereira Gabriel Martinelli Endrick                             | Cap: Alisson                                                           |
| 12-6-2024                                                              | Orlando                                                                | Stati Uniti                                                            | 1 – 1                                                                  | Brasile                                                                | Amichevole                                                             | Rodrygo Goes                                                           | Cap: Danilo                                                            |
| 25-6-2024                                                              | Inglewood                                                              | Brasile                                                                | 0 – 0                                                                  | Costa Rica                                                             | Coppa America 2024 - 1º turno                                          | -                                                                      | Cap: Danilo                                                            |
| 28-6-2024                                                              | Paradise                                                               | Paraguay                                                               | 1 – 4                                                                  | Brasile                                                                | Coppa America 2024 - 1º turno                                          | Vinícius Júnior Sávio Lucas Paquetá                                    | Cap: Danilo                                                            |
| 2-7-2024                                                               | Santa Clara                                                            | Brasile                                                                | 1 – 1                                                                  | Colombia                                                               | Coppa America 2024 - 1º turno                                          | Raphinha                                                               | Cap: Danilo                                                            |
| 6-7-2024                                                               | Paradise                                                               | Uruguay                                                                | 0 – 0 dts (4 – 2 dtr)                                                  | Brasile                                                                | Coppa America 2024 - Quarti di finale                                  | -                                                                      | Cap: Danilo                                                            |
| 6-9-2024                                                               | Curitiba                                                               | Brasile                                                                | 1 – 0                                                                  | Ecuador                                                                | Qual. Mondiali 2026                                                    | Rodrygo Goes                                                           | Cap: Danilo                                                            |
| 10-9-2024                                                              | Asunción                                                               | Paraguay                                                               | 1 – 0                                                                  | Brasile                                                                | Qual. Mondiali 2026                                                    | -                                                                      | Cap: Danilo                                                            |
| 10-10-2024                                                             | Ñuñoa                                                                  | Cile                                                                   | 1 – 2                                                                  | Brasile                                                                | Qual. Mondiali 2026                                                    | Igor Jesus Luiz Henrique                                               | Cap: Danilo                                                            |
| 15-10-2024                                                             | Brasilia                                                               | Brasile                                                                | 4 – 0                                                                  | Perù                                                                   | Qual. Mondiali 2026                                                    | 2 Raphinha (rig.) Andreas Pereira Luiz Henrique                        | Cap: Marquinhos                                                        |
| 14-11-2024                                                             | Maturín                                                                | Venezuela                                                              | 1 – 1                                                                  | Brasile                                                                | Qual. Mondiali 2026                                                    | Raphinha                                                               | Cap: Marquinhos                                                        |
| 20-11-2024                                                             | Salvador                                                               | Brasile                                                                | 1 – 1                                                                  | Uruguay                                                                | Qual. Mondiali 2026                                                    | Gerson                                                                 | Cap: Danilo                                                            |
| 21-3-2025                                                              | Brasilia                                                               | Brasile                                                                | 2 – 1                                                                  | Colombia                                                               | Qual. Mondiali 2026                                                    | Raphinha (rig.) Vinícius Júnior                                        | Cap: Marquinhos                                                        |
| 25-3-2025                                                              | Buenos Aires                                                           | Argentina                                                              | 4 – 1                                                                  | Brasile                                                                | Qual. Mondiali 2026                                                    | Matheus Cunha                                                          | Cap: Marquinhos                                                        |
| Totale                                                                 |                                                                        | Presenze                                                               | 16                                                                     |                                                                        | Reti                                                                   | 25                                                                     |                                                                        |

## Palmarès

### Giocatore

#### Competizioni statali
- Campionato Catarinense: 1

Joinville: 1987
- Campionato Gaúcho: 1

Grêmio: 1993

#### Competizioni nazionali
- Campeonato Brasileiro Série B: 1

Juventude: 1994

### Allenatore

#### Competizioni statali
- Campionato Catarinense: 1

Figueirense: 2004
- Campionato Pernambucano: 1

Sport Recife: 2006
- Campionato Paranaense: 2

Coritiba: 2008
Athletico Paranaense: 2020
- Campionato paulista: 2

Santos: 2010, 2016
- Campionato Gaúcho: 1

Internacional: 2012

#### Competizioni nazionali
- Campeonato Brasileiro Série B: 1

Vasco da Gama: 2009
- Coppa del Brasile: 3

Santos: 2010
Flamengo: 2022
São Paulo: 2023

#### Competizioni internazionali
- Recopa Sudamericana: 1

Internacional: 2011
- Coppa Libertadores: 1

Flamengo: 2022